# Kozłowiec (województwo mazowieckie)
Kozłowiec – wieś w Polsce położona w województwie mazowieckim, w powiecie przysuskim, w gminie Przysucha. Ma status sołectwa.
| SIMC    | Nazwa    | Rodzaj    |
| ------- | -------- | --------- |
| 1058243 | Górnisko | część wsi |

W latach 1954–1962 wieś należała i była siedzibą władz gromady Kozłowiec, po jej zniesieniu w gromadzie Pomyków. W latach 1975–1998 miejscowość administracyjnie należała do województwa radomskiego.
W Kozłowcu znajduje się nadajnik telewizyjno-radiowy z masztem o wysokości 213 m (wysokość posadowienia podpory anteny wynosi 310 m n.p.m.).

## Linki zewnętrzne

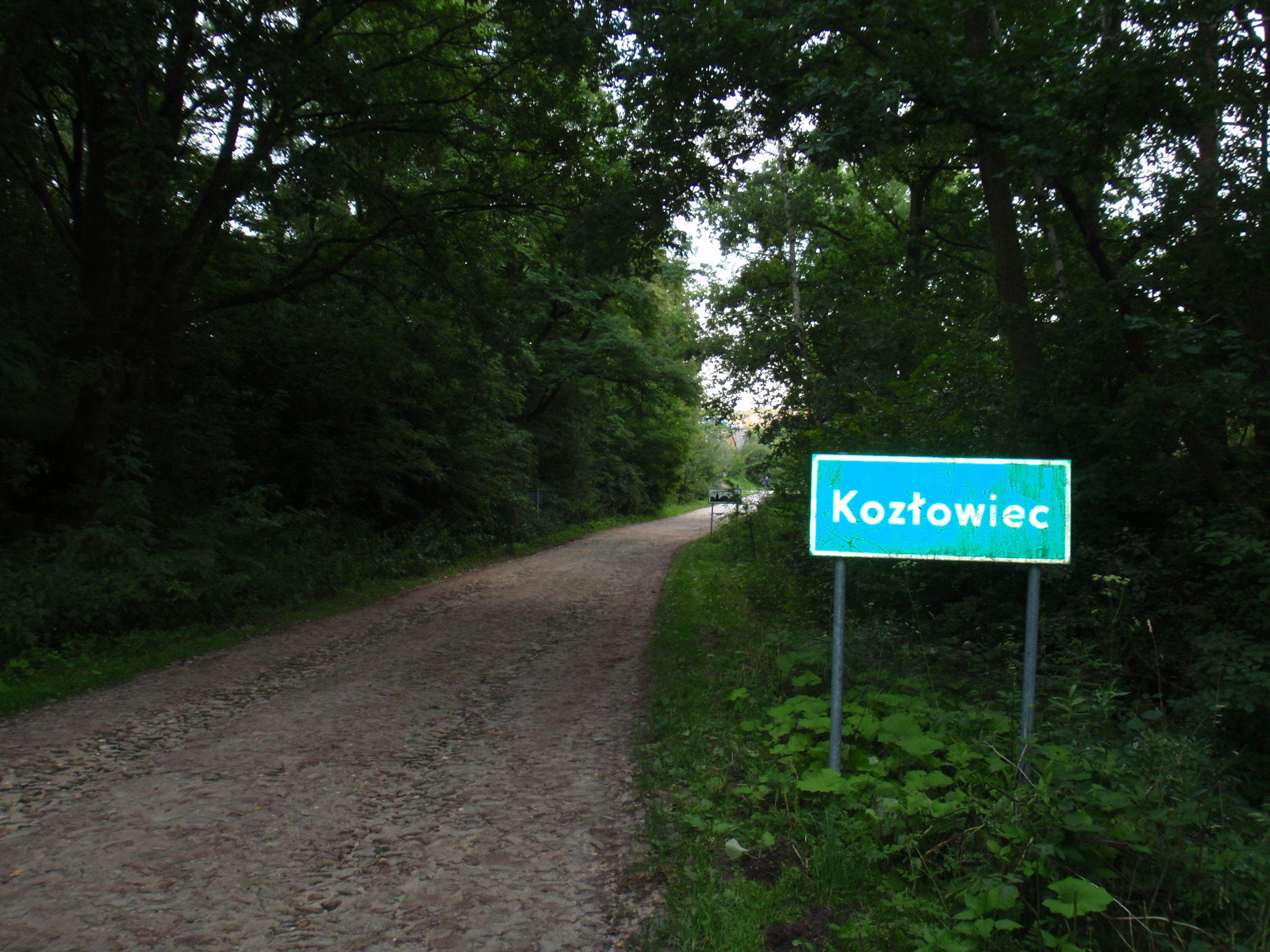
Kozłowiec - wjazd od strony Gałek